# Rally Costa de Almería de 2024
El Rally Costa de Almería de 2024 fue la 49.ª edición del citado rally. Se celebró entre el 20 y el 29 de septiembre de 2024 y contó con un itinerario de diez tramos cronometrados sobre asfalto divididos en dos etapas. Contó con un coeficiente 5, y fueá puntuable para el Campeonato de Andalucía de Rallyes de Asfalto. Dio comienzo en la Rambla de Belén, en pleno centro de la ciudad de Almería, lugar que también acogió la llegada del evento y la entrega de premios. Esta edición se celebró en conmemoración de Pepe Rodríguez Abad y José Mª Rodríguez Navarrete, miembros fallecidos del Automóvil Club Almería.
Se estableció un parque de asistencia en Roquetas de Mar, además de un tramo de calibración en la carretera A-391, en las cercanías de La Envía. Por primera vez en 36 años, la prueba contó con la participación de un equipo totalmente femenino, con Laura Bonillo y María Jesús Trenas a los manos de un Honda Civic. Esta prueba, además, fue supervisada por la RFEdA para su posible inclusión en la Copa de España de Rallyes de Asfalto la próxima temporada.
El ganador de la prueba fue el piloto granadino Pedro David Pérez, que impuso la agilidad y mejor capacidad de tracción de su Ford Fiesta Rally2 a rivales con monturas más potentes.

## Campeonatos que puntúan en esta prueba
- Campeonato de Andalucía de Rallyes de Asfalto de Pilotos y Copilotos.
- Trofeos de Andalucía de Rallyes de Asfalto.
- Campeonato de Andalucía de Rallyes de Asfalto de Pilotos y Copilotos Regularidad
- Campeonato de Andalucía de Rallyes de Asfalto de Pilotos y Copilotos Regularidad Sport
- Trofeo de Andalucía de Rallyes de Asfalto de Pilotos y Copilotos Junior (Nacidos a partir del 01-01-1999)
- Trofeo de Andalucía Femenino de Pilotos y Copilotos.
- Trofeo de Andalucía de Copilotos féminas de Regularidad y Regularidad Sport
- Trofeo Copa Federación Campeonato Andalucía de Rallyes de Asfalto.
- Trofeo Copa F2000
- Campeonato Provincial de Automovilismo de Almería[5]

## Itinerario
| Día           | Tramo | Nombre                   | Distancia | Hora  | Ganador                   | Tiempo | Vel. media | Líder rally               | Imagen |
| ------------- | ----- | ------------------------ | --------- | ----- | ------------------------- | ------ | ---------- | ------------------------- | ------ |
| 28 septiembre | SS1   | Alboloduy AL-1075        | 7,3 km    | 16:59 | Pedro Davíd Pérez Sánchez | 3:32,4 | 123,7      | Pedro Davíd Pérez Sánchez |        |
| 28 septiembre | SS2   | Ricaveral AL-3407        | 14,71 km  | 17:21 | Pedro Davíd Pérez Sánchez | 8:11,0 | 107,9      | Pedro Davíd Pérez Sánchez |        |
| 28 septiembre | SS3   | El Marchal de Enix A-391 | 14,78 km  | 17:56 | Pedro Davíd Pérez Sánchez | 7:58,3 | 111,2      | Pedro Davíd Pérez Sánchez |        |
| 28 septiembre | SS4   | Alboloduy AL-1075        | 7,3 km    | 20:32 | Pedro Davíd Pérez Sánchez | 3:35,1 | 122,2      | Pedro Davíd Pérez Sánchez |        |
| 28 septiembre | SS5   | Ricaveral AL-3407        | 14,71 km  | 20:54 | Pedro Davíd Pérez Sánchez | 8:16,0 | 106,8      | Pedro Davíd Pérez Sánchez |        |
| 28 septiembre | SS6   | El Marchal de Enix A-391 | 14,78 km  | 21:29 | Pedro Davíd Pérez Sánchez | 8:03,7 | 110,0      | Pedro Davíd Pérez Sánchez |        |
| 29 septiembre | SS7   | Vícar AL-3400            | 7,3 km    | 8:56  | Pedro Davíd Pérez Sánchez | 3:02,4 | 96,7       | Pedro Davíd Pérez Sánchez |        |
| 29 septiembre | SS8   | Enix A-391               | 14,4 km   | 9:14  | Pedro Davíd Pérez Sánchez | 7:50,6 | 110,2      | Pedro Davíd Pérez Sánchez |        |
| 29 septiembre | SS9   | Vícar AL-3400            | 7,3 km    | 11:31 | Pedro Davíd Pérez Sánchez | 3:01,1 | 97,4       | Pedro Davíd Pérez Sánchez |        |
| 29 septiembre | SS10  | Enix A-391               | 14,4 km   | 11:46 | Pedro Davíd Pérez Sánchez | 7:50,7 | 110,1      | Pedro Davíd Pérez Sánchez |        |
| Fuente        |       |                          |           |       |                           |        |            |                           |        |

## Clasificación final
| Pos.    | Piloto                           | Copiloto                             | Automóvil               | Tiempo    | Diferencia                 | Imagen |
| ------- | -------------------------------- | ------------------------------------ | ----------------------- | --------- | -------------------------- | ------ |
| 1.      | Pedro David Pérez Sánchez        | Alejandro David Leseduarte Fernández | Ford Fiesta Rally2      | 1:01:21,3 |                            |        |
| 2.      | Jose Antonio Aznar               | Osel Román Ruiz                      | Porsche 911 GT3         | 1:04:55,5 | +3:34,2                    |        |
| 3.      | Óscar Gil Gambero                | Manuel Causse del Río                | Porsche 997 GT3         | 1:05:34,5 | +4:13,2                    |        |
| 4.      | Jose María Zapata Rodríguez      | Antonio Pérez Orellana               | Porsche 997 Cup Rally   | 1:06:10,4 | +4:49,1                    |        |
| 5.      | Javier García López              | Alejandro Castillejo García          | Renault Clio Rally4     | 1:07:47,3 | +6:26,0                    |        |
| 6.      | Adolfo Gutiérrez Porras          | Esther Gutiérrez Porras              | Renault Clio R3T        | 1:07:47,7 | +6:26,4                    |        |
| 7.      | Francisco Manuel Puertas Pérez   | Miriam Antelo Ramírez                | Renault Clio Rally5     | 1:08:14,8 | +6:53,5                    |        |
| 8.      | Manuel Maldonado Joya            | Jose Antonio González Márquez        | Porsche 911 GT3 Cup     | 1:08:51,8 | +7:30,5                    |        |
| 9.      | Jose Miguel López Mañas          | Miguel Montoya Parra                 | Renault Clio Rally4     | 1:09:00,2 | +7:38,9                    |        |
| 10.     | Manuel Reyes Martínez            | Raquel Leiva Martín                  | Renault Clio Sport      | 1:13:01,1 | +11:39,8                   |        |
| 11.     | Juan Jesús Coca Moreno           | Luisa María Benítez Moreno           | Audi A1                 | 1:15:04,4 | +13:43,1                   |        |
| 12.     | Juan Antonio Gómez Ruiz          | Antonio Francisco Luque González     | SEAT Ibiza              | 1:15:15,8 | +13:54,5                   |        |
| 13.     | Óscar García Rojas               | Adelina Bassas López                 | BMW 325i                | 1:15:44,4 | +14:23,1                   |        |
| 14.     | Jacinto Oller Pérez              | David Aguado Fernández               | Renault Clio Rally5     | 1:17:07,6 | +15:46,3                   |        |
| 15.     | Juan M. Meléndez                 | Francisco J. Pedrero                 | Suzuki Swift Boosterjet | 55:34,7   | +7:54,1                    |        |
| 16.     | Moisés Cabalga Pérez             | Sergio Aguilar Jiménez               | Peugeot 205 Rallye      | 1:17:30,0 | +16:08,7                   |        |
| 17.     | Manuel González Guillén          | Juan Francisco Barazas López         | Škoda Fabia RS          | 1:17:35,4 | +16:14,1                   |        |
| 18.     | Juan Antonio Cid Clemente        | Alberto Gilabert Gómez               | Citroën Saxo            | 1:18:24,8 | +17:03,5                   |        |
| 19.     | Juan Pérez Sánchez               | Patricia Pérez Góngora               | Peugeot 208 T16         | 1:19:36,0 | +18:14,7                   |        |
| 20.     | Laura Bonillo Alcalá             | María Jesús Trenas Bonillo           | Honda Civic Type R      | 1:19:39,7 | +18:18,4                   |        |
| 21.     | Pedro César Gallardo Sánchez     | Lorena Lucena Cuenca                 | BMW E36                 | 1:20:38,7 | +19:17,4                   |        |
| 22.     | Anastasio Jiménez Nevado         | Marta Lucía Alcaide Algaba           | Suzuki Swift Sport      | 1:21.09,7 | +19:48,4                   |        |
| 23.     | Arturo Ávila Jiménez             | Pablo de la Vera Heras               | Dacia Sandero           | 2:22:33,0 | +21:11,7                   |        |
| 24.     | Alejandro Callejón Campillo      | Dionisio Montoya Barraquel           | Peugeot 206 XS          | 1:26:31,4 | +25:10,1                   |        |
| DNF     | Manuel Rodríguez López           | Alejandro Simón Flores Roca          | Nissan Almera GTi       |           | Avería mecánica en SS10    |        |
| DNS     | Francisco Miguel Molino Aporta   | Iván Urea Galán                      | Ford Fiesta R2          |           | No toma salida de SS10     |        |
| DNF     | Juan Rubio Puertas               | Jose Manuel Sánchez Acacio           | Peugeot 208             |           | Salida de carretera en SS9 |        |
| DNS     | Armando Ogalla Moreno            | Mario Garrido Tinajero               | Peugeot 205 GTi         |           | No toma salida de SS9      |        |
| DNS     | Antonio Molina Díaz              | Sonia Salmerón Navarro               | Peugeot 208 R2          |           | No toma salida de SS7      |        |
| DNS     | Juan Escalona Piña               | Alicia Rodríguez Benítez             | Renault Mégane          |           | No toma salida de SS6      |        |
| DNS     | Francisco Arias Góngora          | Salvador Belmonte Méndez             | Renault Mégane Maxi     |           | No toma salida de SS4      |        |
| DNS     | Jesús Bonachera Gil              | Jose Miguel Sánchez Morales          | Peugeot 306             |           | No toma salida de SS4      |        |
| DNS     | Cristian Jesús Parrilla Gallardo | Juan Francisco Ceba Navarro          | Renault Clio III N2     |           | Avería Mecánica en SS3     |        |
| Fuentes |                                  |                                      |                         |           |                            |        |